# Stanisław Kłys
Stanisław Kłys (ur. 1934), prawnik i archiwista, doktor nauk prawnych, były oficer Urzędu Bezpieczeństwa Publicznego i Służby Bezpieczeństwa (SB).

## Praca zawodowa
1953-1971 oficer (kapitan) Urzędu Bezpieczeństwa Publicznego i Służby Bezpieczeństwa (usunięty z SB za korupcję i branie łapówek otrzymał tzw. „emeryturę resortową”), z ramienia SB prowadził w latach 1956-1969 inwigilację Stanisława Hejmowskiego – poznańskiego adwokata, obrońcy uczestników wydarzeń Poznańskiego Czerwca 1956, 1971-1974 prowadził gospodarstwo rolne rodziców, 1974-1999 dyrektor Archiwum Państwowego w Poznaniu i od 1999 główny specjalista w Naczelnej Dyrekcji Archiwów Państwowych RP, 1994-1999 wykładowca archiwistyki w Zakładzie Archiwistyki Instytutu Historii Uniwersytetu im. Adama Mickiewicza w Poznaniu (kierownik prof. Stanisław Sierpowski), 1998-2008 wykładowca w Bałtyckiej Wyższej Szkole Humanistycznej w Koszalinie.

## Śledztwo IPN
30 czerwca 2008 r. IPN wszczął śledztwo przeciwko dr Stanisławowi Kłysowi, byłemu kapitanowi SB, za prześladowanie mecenasa Stanisława Hejmowskiego - obrońcy Powstańców z Czerwca '56 w Poznaniu.

## Działalność społeczna
- 1952-1990 członek PZPR
- od 1974 działacz Stowarzyszenia Archiwistów Polskich (przewodniczący Sądu Koleżeńskiego w latach 2002-2007)

## Publikacje
- Archiwistyka praktyczna. Red. Stanisław Kłys, Poznań 1986.
- Wojewódzkie organy administracji państwowej w Poznaniu 1945-1985. Struktury organizacyjne i zarys kompetencji. Red. Stanisław Kłys, Poznań 1986.

## Artykuły o osobie
- Krzysztof M. Kaźmierczak, Były ubek wykłada prawo, „Polska. Głos Wielkopolski” z 28-29 czerwca 2008, s. 1 i 3.
- Krzysztof M. Kaźmierczak, IPN zajmie się esbekiem, który uczy studentów prawa, „Polska. Głos Wielkopolski” z 1 lipca 2008, s. 1 i 3.
- Krzysztof M. Kaźmierczak, Ściśle tajne. Nieznane fakty z historii Wielkopolski 1945-1989, Poznań 2009, ISBN 978-83-88965-78-4